# Yeoncheon-eup
Yeoncheon-eup (koreanska: 연천읍) är en köping i den norra delen av Sydkorea, 60 km norr om huvudstaden Seoul.  Den är centralort i kommunen Yeoncheon-gun i provinsen Gyeonggi. Största ort i kommunen är dock Jeongok-eup.